# Ceratotrochus magnaghii
Ceratotrochus magnaghii is een rifkoralensoort uit de familie van de Caryophylliidae. De wetenschappelijke naam van de soort is voor het eerst geldig gepubliceerd in 1914 door Cecchini.